# عبد السلام الأسمر
عبد السلام الأسمر بن سليم الفيتوري الإدريسي الحسني. يعدّ من أهم علماء ودعاة الإسلام في القرن العاشر الهجري، فهو من فقهاء المالكية وعالم في عقيدة أهل السنة والجماعة، وأحد أهم ركائز الحركة العلمية والدعوية في المغرب الإسلامي. تضمّن منهجه الدعوي والإصلاحي الاهتمام بمختلف طبقات المجتمع ولم ينحصر في الطبقة المتعلمة، الأمر الذي جعله قائداً روحياً وبمثابة حجر زاوية لرسوخ الإسلام في المغرب الإسلامي، وبعد مضي خمسة قرون على وفاته فإن أثره لا يزال واضحاً ومؤثراً على الصعيدين العلمي والاجتماعي.

## نسبه
يرجع نسبه إلى الحسن بن علي بن أبي طالب وفاطمة الزهراء بنت رسول الإسلام محمد. وفيما يلي نسبه كاملاً:
«عبد السلام الأسمر بن سليم بن محمد بن سالم بن حميد بن عمران المعروف بالخليفة بن محيا بن سليمان -دفين مقبرة سيدي الشعاب بطرابلس ليبيا- بن سالم بن خليفة بن عمران بن أحمد بن خليفة -الملقب بفيتور- بن عبد العزيز بن عبد الله -وهو المعروف بنبيل ولد بفاس ودفن بمكة المكرمة- بن عمران بن أحمد بن عبد الله بن عبد العزيز بن عبد القادر بن عبد الرحيم بن أحمد بن عبد الله بن إدريس الأصغر بن إدريس الأكبر بن عبد الله الكامل بن الحسن المثنى بن الحسن السبط بن علي بن أبي طالب وابن السيدة فاطمة الزهراء بنت رسول الإسلام محمد بن عبد الله»
أمه السيدة سليمة ابنة الشيخ عبد الرحمن بن عبد الواحد الدرعي، وهو إدريسي حسني من ذرية الشيخ عبد السلام بن مشيش»
وسُمي الشيخ عبد السلام «بالأسمر» لأنّه كان يحيّ الليالي سمراً في طاعة الله.

## مولده ونشأته
ولد عام 880 هـ الموافق ل (1475م تقريباً) بمدينة زليتن (غرب ليبيا) وتوفي ودفن بها عام 981هـ الموافق ل (1573 م تقريباً) وأوصى أن الذي يغسله ويصلي عليه هو الشيخ سالم بن طاهر الشهير بابن نفيسة الأنصاري وهو من أهل القرن العاشر الهجري وممن عاصر الشيخ الأسمر دفين زليتن 999هـ.
توفي والد الشيخ الأسمر وعمره لم يتجاوز العامين بشهرين، فقامت بتربيته والدته حتى توفيت، بعد ذلك أشرف على تربيته عمّه الشيخ أحمد بن محمد الفيتوري ويصف المؤرخون الشيخ أحمد بأن له باب في الفهم والحفظ وإتقان العربية وغيرها من العلوم، وكان ماهراً في الشعر.. فالأسمر تربّى في أحضان أسرة لها ميراث علمي عريق، ونسبه رفيع من الجهتين، جهة الأب والأم وهذه الأمور ساهمت في توجيهه إلى ميدان العلم الشرعي والعمل الدعوي.
أدخله عمّه الشيخ أحمد بن محمد الفيتوري في الكتّاب ليتعلّم القرآن حتى أصبح من الماهرين الحافظين في مدة قليلة.. وفي بواكير صباه حمله عمّه إلى الشيخ عبد الواحد الدكالي الذي يعتبر أهم أساتذته، كما أنّه أخذ العلم عن العديد من علماء المالكية ومشائخ التربية والسلوك.
عاصر الشيخ أحمد زروق الفقيه المالكي المعروف وصاحب الفكر الصوفي الصحيح وكانت تجمعه به علاقة مودة كبيرة، فقد كان الشيخ زروق دائماً ما يزور عم الأسمر الشيخ أحمد الفيتوري  ، وأثناء هذه الزيارات لفت انتباهه شدة نبوغ الأسمر ونجابته، وقد ذكر ذلك العلاّمة شمس الدين اللقاني بقوله: «كنت إذا توجهت مع شيخي سيدي أحمد زروق لزيارة الفواتير، ولقيه سيدي عبد السلام، وهو صغير يقول: سيكون لهذا الولد شأن عظيم بطرابلس إلى أن يفوق أهل عصره».
ظل الأسمر يتلقى مختلف العلوم الإسلامية عن شيخه عبد الواحد الدكالي مدة سبع سنوات، وبعد هذه الفترة فاجأ الشيخ الدكالي تلميذه قائلاً: ((يا عبد السلام اذهب لينتفع بك الناس الشيخ ما يخدم شيخاً))..ولم يكتفِ بإجازة شيخه الدكالي له، وواصل رحلته في طلب العلم والمعرفة وبلغ جملة من أخذ عنهم ثمانين شيخا ، من أبرزهم:
- الشيخ عبد الله العبادي.
- الشيخ محمد عبد الرحمن الحطاب (الكبير).
- الشيخ علي العوسجي.
- الشيخ عبد النبي بن عبد المولى.[8]

## منهجه في التعليم
اتبع عبد السلام الأسمر في تعليمه لتلاميذه منهجاً دقيقاً يوضح مدى تفانيه في آدائه لرسالة الدعوة، حيث قسّم الدروس في مختلف العلوم على النحو التالي:
- المحاضرة الأولى: في علوم التوحيد من الضحى إلى صلاة الظهر.
- المحاضرة الثانية: في علوم الفقه من بعد صلاة الظهر إلى العصر، تنقسم هذه المحاضرة إلى جزئين، الجزء الأول يخصص لدراسة رسالة ابن أبي زيد القيرواني، والجزء الثاني لتدريس مختصر خليل، ومختصر خليل هو من أهم كتب المالكية ومن أشهر من شرحه الإمام الحطاب تلميذ عبد السلام الأسمر.
- المحاضرة الثالثة: في علوم التربية والسلوك، وتبتدئ من بعد صلاة العصر إلى المغرب، يتناول خلالها كتاب الحكم العطائية لإبن عطاء الله الإسكندري.
- المحاضرة الرابعة: في علوم النحو، والمعقول، وتبتدئ بعد صلاة المغرب إلى وسط وقت العشاء، تنقسم هذه المحاضرة إلى جزئين، الجزء الأول يخصص لدراسة النحو، والجزء الثاني لدراسة المعقول.[10]

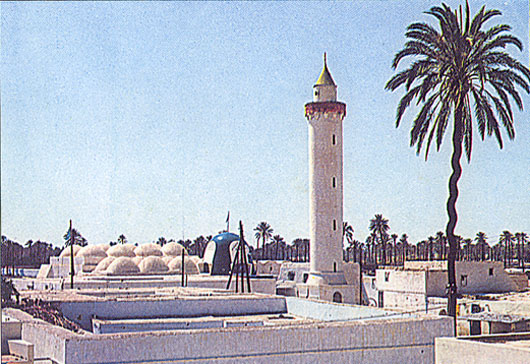
المسجد الذي أسسه الأسمر قبل التجديد الأخير.

كما اهتم الأسمر بطبقات المجتمع غير المتعلمة بأن وجّه لهم دروس الوعظ والإرشاد التي يبسّط لهم فيها قواعد الشريعة والسلوك، وتنبيههم إلى القضايا التي تتعلق بحياتهم الخاصة وعموم حال الأمة، كما أنه كان يشجعهم على العبادات كصلاة الجماعة وكثرة ذكر الله، كما استخدم وسائل دعوية أخرى كبدائل عن اللهو المحرم ومن هذه الوسائل الدعوية التي كان لها دور مؤثر في تشجيع الشباب على التدين، إقامته لحلقات الذكر والإنشاد الإسلامي، وقد نجحت جهود الأسمر مع مختلف شرائح المجتمع في تكوين قاعدة أسست لمراكز إسلامية أفادت العالم الإسلامي وحافظت على موروثه الديني ولعل استمرار العملية التعليمية في زاويته التي أسسها قبل 500 عام إلى يومنا هذا خير دليل على ذلك.

## تلاميذه
تتلمذ على الشيخ الأسمر خلائق كثيرة كوّنوا نواةً حقيقة لنهضة علمية حافظت على العلوم الإسلامية إلى عصرنا هذا وأسهمت في غرس القيم الإسلامية في المجتمعات المحلية لشمال أفريقيا خاصةً في ليبيا وتونس ، وفيما يلي عرض لأبرز تلاميذه:
- سالم السنهوري: شيخ المالكية في عصره.
- الحطّاب (الصغير): صاحب أحد أشهر الشروحات على (مختصر خليل) الذي يعدّ من أهم كتب المالكية.[10]
- علي بن مصطفى الزرلي: أحد كبار علماء طرابلس الغرب.[3]

ابرهيم أبو حميرة (بن الحسن بن على بن أبي طالب من نسل الرسول الأكرم): ولي صالح من أولياء الصالحين تعلم على يد الولي عبد السلام الأسمر ولد وتوفي في الزاوية الغربية.

## مكانته وأثره في العالم الإسلامي

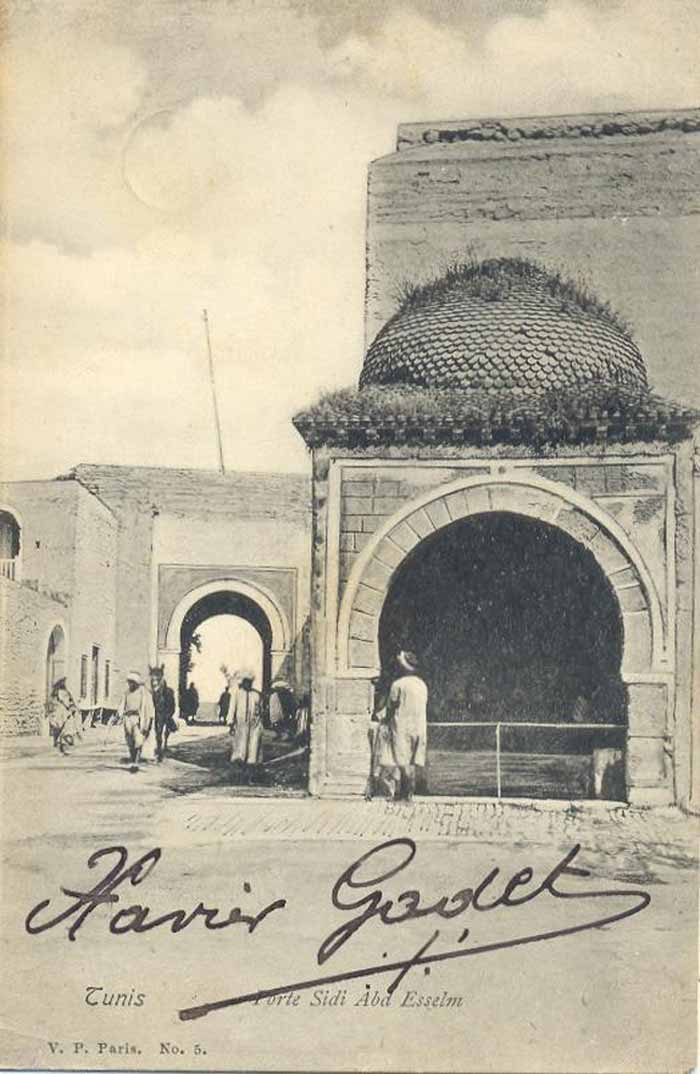
باب سيدي عبد السلام بتونس العاصمة عام 1890 ويرجع سبب التسمية إلى مكانة الأسمر في المجتمع التونسي

- أسس مركزاً إسلامياً (يتضمن مسجداً ومدرسةً لتعليم القرآن ومختلف العلوم الإسلامية ومرافق للعمل الدعوي والاجتماعي) قبل أكثر من 500 عام في مدينة زليتن بغرب ليبيا سنة 912 هـ 1491 م - تقريبا - يُدرَّس فيه القرآن الكريم والفقه المالكي والعقيدة والسلوك والتربية وغيرها من العلوم. ومن الجدير بالذكر أن تلاوة القرآن لم تنقطع في زاوية الأسمر منذ أكثر من 500 سنة أي منذ تأسيسها ولا تزال كذلك.[11]
- يعتبر العديد من المؤرخين والمهتمين بالتصوف أن عبد السلام الأسمر عَلَم صوفي قلّ نظيره في الجد والسعي إلى السلوك الرباني على منهج السلف الصالح متّبعاً وصاياهم وحثّهم على اتّباع التصوف الحقيقي.[10][12] ويرون أن عبد السلام الأسمر مجدد للطريقة العروسية الشاذلية، فهو قد نظّر للتصوف واعتنى به وأبرز حقيقة كون التصوف هو عين التوحيد، ويروي المؤرخون أن الأسمر عانى في حياته كثيراً حتى استطاع أن يسير بركب الدعوة إلى بر النجاة وجاهد جهاداً كبيراً ضد الظلم والجهل والتخلف.[5]
- وصل علمه وطريقته في الدعوة إلى أنحاء نتفرقة من العالم، وتأثر بفكره الكثيرون من أندونيسا إلى تركيا وسوريا وصولا إلى مصر وتونس وغرب أفريقيا خاصة تمبكتو بمالي وكانو بنيجيريا وإلى المغرب الأقصى.[3] وله مخطوطات في مختلف الجامعات العالمية وكبرى المكتبات ومن بينها مكتبة الكونغرس بواشنطن.
- يرى أغلب علماء وفقهاء ليبيا أنّ الفضل الأكبر في تكوين قاعدة علمية وتربوية واجتماعية في ليبيا، يرجع إلى عبد السلام الأسمر، فالزاوية التي أسسها تعدّ أكبر المراكز الإسلامية في ليبيا بكل جدارة حيث أن أغلب علماء ليبيا تخرجوا فيها.[5]
- وفق العديد من المصادر فإن عبد السلام الأسمر سلك سلوكًا راقيًا في الدعوة، عماده المحبة والصبر، وظهر ذلك في قصائده الكثيرة، كما في رسائله وكتاباته إلى المسلمين من تلاميذ ومريدين وإخوان من مختلف البلدان.[3]

ومدار طريقته هو السعي إلى الإخلاص في الأقوال والأعمال والأحوال، والتواضع لجميع الخلق وذكر الله في كل فعل من الأفعال، من أكل وشرب ونوم ولباسن وجميع ما ورد في السنة المحمدية بخصوص ذلك.
- يُعدّ الشيخ عبد السلام الأسمر أشهر أولياء القطر الليبي قاطبة.[13] فهو أكثر الشخصيات الإسلامية شعبيةً في ليبيا ولهذا لقّبه البعض ب (وليّ الشعب).[14] وعندما يقال (سيدي عبد السلام) بدون زيادة تعريف فالمقصود هنا هو الشيخ عبد السلام الأسمر، ولفظ (سيدي) يطلق في بعض مناطق غرب ليبيا على الأب وفي شرق ليبيا على العم، وقد جرت عادة أهل بلاد المغرب الإسلامي على إطلاق لفظ (سيدي) على العلماء والصالحين خاصةً إذا كانوا ينتسبون إلى آل البيت، احتراماً وتقديراً ومودةً لهؤلاء العلماء والصالحين، وتعبيراً عن روح الأبوّة تجاههم، تطبيقاً لتعاليم الإسلام بتوقير العلماء والصالحين وإظهار المودة لآل البيت النبوي.

## الأسمر والشعر
كان الشيخ أحمد الفيتوري، عم الشيخ عبد السلام ومربيه، يقرض الشعر وله في ذلك الخبرة والدراية حتى أنه كان يشبّه بكعب بن زهير وحسّان بن ثابت.
وهذا الأمر كان له دور كبير في جعل علاقة الأسمر بالشعر وثيقة، فتعدّدت مقطوعاته الشعرية ومنظوماته التعليمية والصوفية ، وقد أحصى البعض قصائده بما يقارب من أربعة آلاف قصيدة.
وللشيخ الأسمر مقطعات كثيرة بالعاميّة، الأمر الذي جعل الكثيرين نساءً ورجالاً يحفظون كلامه ويرددونه.

## مؤلفاته
كان الشيخ الأسمر غزير التأليف إلا أن أكثر مؤلفاته انتهت إلى الضياع حينما انتهبت زاويته في فتنة مقتل ابنه عمران سنة 995 هجري.، وفيما يلي عرض لبعض مؤلفاته التي لم تتعرض للضياع بعد تلك القتنة:
- (رسالة مختصرة في العقيدة الإسلامية وأصولها).
- (الوصية الكبرى).
- (الوصية الوسطى).
- (الوصية الصغرى).
- (الأنوار السنية).
- (سفينة البحور).
- (العظمة في التحدث بالنعمة).
- (التحفة القدسية لمن أراد الدخول في الطريقة العروسية).
- (نصائح التقريب في حق الفقراء والنقيب).
- مجموعة (الأحزاب والأوراد والوظائف).
- رسائله وكتاباته إلى إخوانه وتلامذته ومريديه.

## أقواله
- (لا تعتزوا بالدنيا فإنها خائنة غدارة لا تزيد المعتز بها إلا ذلا وقلاً).

## زاوية عبد السلام الأسمر

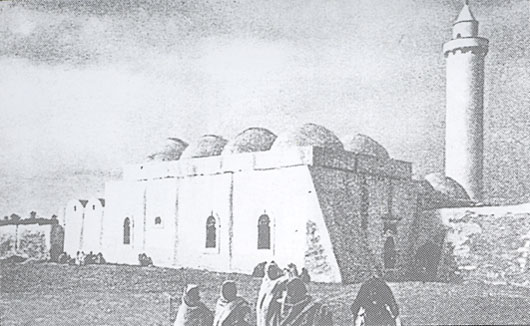
الزاوية في عام 1928.

تعدّ زاوية الشيخ عبد السلام الأسمر من أهم وأكبر مراكز تحفيظ القرآن الكريم في ليبيا، وتوجد حالياً بجوار زاوية الأسمر الجامعة الإسلامية الليبية التي سميّت بالجامعة الأسمرية للعلوم الإسلامية في محاولة لمواصلة مسيرة الشيخ عبد السلام الأسمر.

### تدمير الزاوية عام 995 هـ
في عام 995 هـ ظهر رجل اسمه يحيى بن يحيى السويدي وادّعى النبوة بحسب الكاتب أسامة علي بن هامل، والذي نقل عنه أنه كان يوقع الأذى بكل القرى والأرياف في طرابلس في ليبيا، فاعترضت زاوية عبد السلام الأسمر حينها على يحيى السويدي واستنكرت أفعاله وادعائه للنبوة، فقام بمهاجمة مدينة زليتن فدمّر زاوية عبد السلام الأسمر، ونهب مكتبتها الضخمة التي حوت وقتها نحو 500 مجلد نادر وقتل 20 من الأشراف منهم عمران ابن عبد السلام الأسمر شيخ زاوية عبد السلام الأسمر وقتها، مما نتج عنه رحيل معظم طلابها وعلمائها. بينما يرى باحثون آخرون أمثال محمد الطوير بأن يحيى كان ثائراً على حكم الأتراك آنذاك، وكان سبب حرقه للزاوية على إثر خلاف بينه وبين عمران.

### الواقع الحالي لزاوية الأسمر
كما أن الأسمر عانى كثيراً في حياته في سبيل الدعوة والإصلاح، فإنّ زاويته في مدينة زليتن تعاني في هذا العصر من مضايقة الذين تصفهم بعض المصادر بالمتشددين المتأثرين بالفكر الإقصائي، الذين يروّجون لفكرة مقاطعة المركز الإسلامي الذي أسّسه الشيخ الاسمر لأنّه ليس متوافقاً مع آراء جماعتهم المسماة بالسلفية، خاصةً وأن هناك علماء من أهل السنة والجماعة على المنهج الذي يسير عليه عبد السلام الأسمر يعتبرون أن هناك من جماعة السلفيين من يحمل أفكارًا متطرفة، وأن هناك منهم من يحرّم الصلاة بالمسجد الذي بناه الأسمر بحجة أن ضريحه ملاصق له، وذلك رغم صدور فتاوى من علماء ليبيا وعلماء الأزهر كما أن دار الإفتاء المصرية تقول بجواز الصلاة بالمسجد الذي به ضريح، وأنه لا وجود لظاهرة «الشرك» في أمة النبي محمد بعكس ما يدّعي السلفيون الذين يعتبرون أنفسهم «محاربين للشرك»، وتبقى محاولات هؤلاء السلفيين لمواجهة مسجد الشيخ عبد السلام في ظل الصراع الذي بدأه الوهّابيون قبل 200 عام في شبه الجزيرة العربية حيث تصدى لهم العديد من علماء السنّة خاصةً في الأزهر وجامع الزيتونة والقرويين فقالوا بخطأ توجهات هؤلاء الذين يدّعون اتباع منهج «السلف الصالح» وهم ليسوا كذلك بحسب علماء من مصر وتونس والمغرب والشام، وترى ذات المصادر أنه ورغم التحديات الكثيرة فإن مركز زاوية الشيخ عبد السلام الأسمر يراها الكثيرون في ليبيا وخارجها بقعة مشعة بالعلم وتزكية النفس على كل ليبيا ومناطق واسعة من العالم، رغم ما يعتبرونه سلبية عند بعض المسؤولين، وغياب الحس الدعوي عند أغلبهم وعدم تصديهم للأفكار المتطرفة، وعدم بذلهم الجهود في التوعية وإبراز الدليل لكل حائر أو مخطئ، وترك غلاة السلفيين دون محاسبة على محاولات اعتدائهم على المسجد الذي أسسه الأسمر وعدم اعترافهم بحرية الآخرين في اتباع منهج عبد السلام الأسمر الذي تصفه مصادر عدة بأنه منهج سنيّ بامتياز، وأن تصرفات فيها غلو تصدر من بعض المنتسبين للتصوف وتخالف منهج الشيخ عبد السلام الأسمر الذي تعده الكثير من المصادر منهجًا صوفياً معتدلاً على منهج السلف الصالح.
كما تعرضت الزاوية والمسجد لأعمال تخريبية من قبل أتباع المذهب الوهّابي عقب سقوط جماهرية العقيد معمر القذافي، وأنتج عن ذلك خسائر مادية وإتلاف مخطوطات وكتب عريقة كانت توجد بالزاوية الأسمرية في زليتن.

### تدمير الزاوية عام 2012م
في يوم الخميس 23 أغسطس 2012م قام مجموعة من السلفية بهدم وتفجير ضريح ومسجد الشيخ عبد السلام الأسمر، وزاويته، وحرق آلاف الكتب التاريخية في مكتبته، مستخدمين القنابل والجرافات، باعتبارها «مزارات وثنية» بحسب وصف السلفية. وقد استنكر رئيس المؤتمر الوطني محمد المقريف هذا الفعل وسماه «بالأعمال الإجرامية»، كما أدانتها دار الإفتاء الليبية بشدة. كما حذر عمر مولود عبد الحميد الأمين العام لرابطة علماء ليبيا التي تضم ما يقارب 400 عالم دين من تداعيات تلك الأعمال على الوضع الأمني بليبيا، مشيرًا إلى أنها «جريمة قانونية وشرعية». كما استنكرت دار الإفتاء المصرية بشدة هذا الفعل ووصفت فاعليه «بخوارج العصر وكلاب النار»، ووصفت تلك الممارسات بأنها ممارسات «إجرامية جاهلية لا يرضى عنها الله تعالى ولا رسوله صلى الله عليه وآله وسلم ولا أحد من العالمين».

## دراسات وكتب حول عبد السلام الأسمر
اهتم عدد من الباحثين والمختصين بالبحث حول شخصية الأسمر ودوره التعليمي والتربوي والاجتماعي، ويعد من أكثر الدراسات وضوحًا وإيجازًا، كتاب «عبد السلام الأسمر. آراؤه وأفكاره في ميزان الشريعة الإسلامية» للدكتور محمد محمد عز الدين الغرياني الأستاذ بكلية الدعوة الإسلامية، كما تناولت هذا الأمر عدة رسائل علمية، منها رسالة دكتوراه قدمت في سبعينيات القرن الماضي بكلية أصول الدين في جامعة الأزهر، ورسالة دكتوراه في تسعينيات القرن الماضي أعدها في المغرب الدكتور الليبي مصطفى رابعة، وفيما يلي عرض لمؤلفات تناولت عبد السلام الأسمر:
- روضة الأزهار ومنية السادة الأبرار/ الشيخ كريم الدين البرموني.
- النور النائر/ الشيخ سالم السنهوري.
- مواهب الرحيم/ الشيخ محمد بن محمد بن مخلوف الشريف. التونسي.
- فتح العليم/ الشيخ عبد السلام العالم التاجوري.
- حوادث العصر/ الشيخ محمد بن نصر.
- فتح العلي الأكبر في تاريخ حياة سيدي عبد السلام الأسمر/ أبو علي الطيب بن طاهر الشيخ المصراتي/ منشورات دار الكشاف 1389هـ.
- رسالة في تاريخ الشيخ الأسمر/ الشيخ سالم بن حمودة.
- على هامش حياة سيدي عبد السلام الأسمر الفيتوري/ محمد بن إسحاق المليجي الإسكندري/مطبوع بمصر، توزيع مكتبة النجاح بطرابلس.
- النفحات الشاذلية والأسرار الأسمرية/ أحمد حامد عبد الكريم، (شيخ الطريقة العروسية بسوهاج بمصر).
- النفحات الفيتورية / الشريف أحمد بن محمد بن عبد الكريم الشريف (شيخ الطريقة العروسية بسوهاج بمصر).
- أعلام ليبيا/ الشيخ الطاهر الزاوي (مفتي ليبيا).
- عبد السلام الأسمر آراؤه وأفكاره في ميزان الشريعة الإسلامية / الشيخ الدكتور محمد محمد عز الدين الغرياني.
- رسائل الأسمر إلى مريديه/ الشيخ الدكتور مصطفى رابعة.
- القطب الأنور عبد السلام الأسمر/ الشيخ الأستاذ أحمد القطعاني.
- فتح العليم عن مناقب الشيخ عبد السلام بن سليم/ الشيخ مفتاح فرج محمد الفيتوري.

## مقالات ذات علاقة
- زاوية عبد السلام الأسمر
- الجامعة الأسمرية للعلوم الإسلامية.
- مدرسة عثمان باشا.
- أحمد زروق.
- عبد الواحد الدكالي.
- منصور أبوزبيدة.
- محمد كامل بن مصطفى.
- علي أمين سيالة.
- مصطفى التريكي.
- باب سيدي عبد السلام
- محمد المدني الشويرف.

## وصلات خارجية
- موقع الأسمري
- الجامعة الأسمرية للعلوم الإسلامية
- مقالة: أثر الشيخ عبد السلام الأسمر في العالم الإسلامي